# Erik Bo Andersen
Erik Bo Andersen (Dronningborg, 14 de novembro de 1970) é um ex-futebolista profissional dinamarquês que atuava como atacante.

## Carreira
Erik Bo Andersen se profissionalizou no AaB.
Erik Bo Andersen integrou a Seleção Dinamarquesa de Futebol na Eurocopa de 1996.